# Margarete von Montfort
Margarete von Montfort († 1556) war eine Äbtissin des freiweltlichen Damenstifts Buchau im heutigen Bad Buchau am Federsee.

## Leben
Margarete war die Tochter von Hugo von Montfort und Anna Gräfin von Zweibrücken. Ihre Schwester Sybille war von 1534 bis 1551 Fürstäbtissin des Damenstifts Essen. Beide erklärten am 21. Juli 1523 ihren Verzicht auf das Erbe.
Am 12. August 1540 fand ihre Wahl zur Äbtissin des Stiftes statt. Im Mai des folgenden Jahres bat sie ihren Bruder, die von ihm geforderten Konfirmationsgebühren zu stunden. Sie ist in den Urkunden des Stiftes bis zu ihrem Sterbejahr 1556 kontinuierlich bezeugt.